# Географічна рада Нової Зеландії
Географічна рада Нової Зеландії (маор. Ngā Pou Taunaha o Aotearoa / англ. New Zealand Geographic Board, NZGB) була заснована Законом про Географічну раду Нової Зеландії 1946 року, який з тих пір був замінений Законом про Географічну раду Нової Зеландії (Ngā Pou Taunaha o Aotearoa) 2008 року. Хоча це незалежна установа, вона підзвітна міністру інформації земельних угідь.

## Повноваження
Рада має повноваження щодо географічних і гідрографічних назв у Новій Зеландії та її територіальних водах. Повноваження включають в себе найменування невеликих міських поселень, місцевостей, гір, озер, річок, водоспадів, гаваней і природних об'єктів, а також може включати дослідження місцевих назв маорі. Рада назвала багато географічних об'єктів у регіоні моря Росса в Антарктиді. Але рада не має повноважень змінювати назви вулиць (це відповідальність місцевого органу влади) або назву будь-якої країни.
Секретаріат NZGB є частиною Департаменту інформації про земельні угіддя Нової Зеландії (LINZ) і надає правлінню адміністративну та дослідницьку допомогу та консультації.
Географічна рада Нової Зеландії стала наступницею почесної Географічної консультативної ради, яка була створена в 1924 році під керівництвом міністра землі. Ця рада мала сім членів, включаючи Герберта Вільямса, Елсдона Беста та Йоганнеса Андерсена.
Відповідно до розділу 32 Закону 2008 року, офіційні назви об'єктів повинні використовуватися в усіх офіційних документах, що, включає як документи, створені державними установами, так і деякі документи, виготовлені недержавними організаціями, такі як наукові публікації та інформація для туристів. Розділ 33 Закону дозволяє забезпечити виконання цих вимоги, надавши Географічній раді Нової Зеландії право вимагати судової заборони у високому суді із суворими покараннями за невиконання, але станом на 2018 рік це повноваження не використовувалося, замість цього Рада віддає перевагу безпосередній роботі з порушниками, щоб виправити недотримання вимог.
У деяких випадках ці повноваження виявилися неефективними, наприклад, із закордонними службами з відкритим кодом, такими як Google Maps.

## Склад
Відповідно до Закону про Географічну раду Нової Зеландії (Ngā Pou Taunaha o Aotearoa) від 2008 року, Рада складається з голови Генерального геодезиста Нової Зеландії (призначеного LINZ), національного гідрографа (призначеного LINZ) та восьми інших членів, призначених міністром інформації земельних угідь. Міністерські призначення включають двох осіб, рекомендованих міністром розвитку маорі і представників ради Нгаї Таху, Новозеландського географічного товариства, Федеративних гірських клубів Нової Зеландії та асоціації Місцевого самоврядування Нової Зеландії.
Станом на листопад 2020, є десять членів правління:
1. Ансельм Гаанен (генеральний геодезист, голова)
2. Шон Барнетт (висунутий Федеративними гірськими клубами)
3. Дженні Вернон (представлена міністром інформації земельних угідь)
4. Гарі Шейн Те Рукі (призначений міністром розвитку маорі)
5. Робін Кернс (висунутий Новозеландським географічним товариством)
6. Шанель Кларк (призначена міністром розвитку маорі)
7. Адам Ґренланд (Національний гідрограф ЛІНЦ)
8. Професор Мерата Кавгару (призначена міністром інформації земельних угідь)
9. Боніта Бігем (висунута асоціацією місцевого самоврядування Нової Зеландії)
10. Полетт Таматі-Елліфф (номінована радою Нгаї Таху)

## Значиміі дії

### 2013 формалізація назв островів
Географічна рада виявила у 2009 році, що назви Північного та Південного островів ніколи не були формалізовані, а імена та альтернативні назви були формалізовані у 2013 році. Це встановило назви як: «Північний острів» або на маорі «Те Іка-а-Мауї» та «Південний острів» або «Те Вайпоунаму». Для кожного острова можна використовувати його назву англійською мовою чи на маорі, або обидві назви разом.

### 2016 перейменування пам'яток
У 2015 році представник громадськості Нової Зеландії написав листа у Географічну раду Нової Зеландії, скаржачись на три топоніми в Кентербері на Південному острові, у яких використовується слово «нігер»: Нігер Гілл, Нігергед і Нігер Стрім. Було організовано громадське обговорення, на яке надійшло від 223 до 61 відповідей на користь зміни назви. Після консультацій з племенем Нгаї Таху, яке проживає в цьому районі, було запропоновано замінити назви пагорбів на Канука-Гіллз і Тавгай-Гілл. Ці нові назви стосувалися дерев канука і тавгай. Щодо назви струмка, то тут вирішити питання було дещо складнішим; спочатку пропонувалося перейменувати його на «потік Стілгед» (Стілгед-Стрім), але зрештою віддали перевагу одній з назв маорі для Carex secta (кубистої трави, що росте в цьому районі) — потік Пукіо. Пропонована зміна назви була прийнята міністром інформації земельних угідь Нової Зеландії Луїзою Апстон, яка заявила: «Ці назви відображали час, коли ставлення до цього слова було помітно іншим, ніж зараз. А зараз це слово, очевидно, образливе для більшості людей сьогодні, тому я рада прийняти це рішення». Зміну назви було офіційно опубліковано 15 грудня 2016 року після публікації в офіційному виданні«New Zealand Gazette».

## Нотатки
1. ↑  Carex secta — це вид осоки, ендемік Нової Зеландії. Серед інших назв, має назву маорі — макура, ранні європейські поселенці дали йому ім’я нігергед[13], але воно вийшло з ужитку через явно расистське забарвлення. Росте в заболочених місцях.